# Роандола
Роандола (рум. Roandola) — село у повіті Сібіу в Румунії. Входить до складу комуни Ласля.
Село розташоване на відстані 224 км на північний захід від Бухареста, 55 км на північний схід від Сібіу, 103 км на південний схід від Клуж-Напоки, 95 км на північний захід від Брашова.

## Населення
За даними перепису населення 2002 року у селі проживали 215 осіб.
Національний склад населення села:
| Національність | Кількість осіб | Відсоток |
| -------------- | -------------- | -------- |
| румуни         | 142            | 66,0%    |
| цигани         | 39             | 18,1%    |
| німці          | 25             | 11,6%    |
| угорці         | 8              | 3,7%     |

Рідною мовою назвали:
| Мова      | Кількість осіб | Відсоток |
| --------- | -------------- | -------- |
| румунська | 186            | 86,5%    |
| німецька  | 25             | 11,6%    |